# Psychomachia (topos)

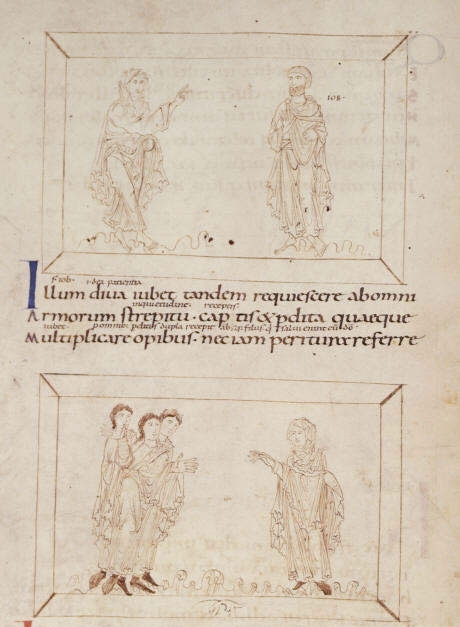
Cnota cierpliwości i Hiob. Ilustracja do Psychomachii Prudencjusza (manuskrypt British Library Add MS 24199, XI w.).

Psychomachia (stgr. Ψυχομαχία) – topos literacki i motyw w sztuce, przedstawiający walkę cnoty i występku o duszę ludzką .

## Starożytność
Po raz pierwszy topos pojawił się w IV w. n.e., w alegorycznym dziele rzymskiego pisarza i chrześcijańskiego apologety Aureliusa Prudentiusa Clemensa (Prudencjusza) „Psychomachia” . Występowały w nim cnoty, wady oraz postacie biblijne (np. Hiob).
Psychomachia była stałym, często przewodnim, motywem moralitetów, w których o duszę bohatera walczyły personifikacje cnót i występków (czy grzechów) (często siedmiu cnót i siedmiu grzechów głównych) .

## Średniowiecze

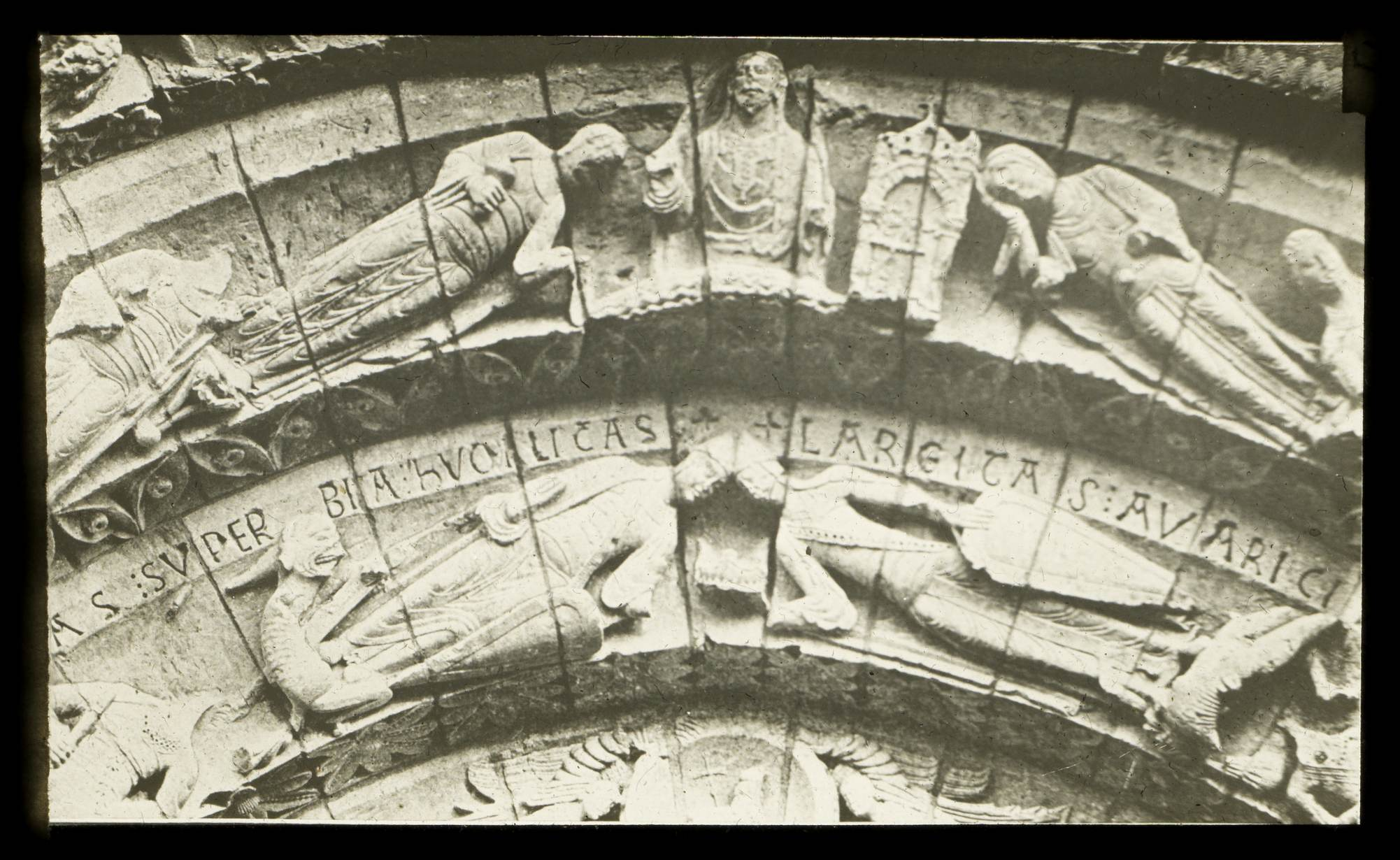
Psychomachia na archiwolcie kościoła Saint-Pierre d’Aulnay we Francji.

Psychomachia była popularna w średniowieczu, o czym świadczą liczne zachowane manuskrypty (16 datowanych na wieki IX-XIII). Od XII w. rozwinęły się także jego przedstawienia w ikonografii i rzeźbie, co łączy się z rozwojem koncepcji cnót moralnych. Psychomachia rozwinęła się jako motyw ikonograficzny w przedstawianiu cnót. Zastąpiła dawniejsze, statyczne przedstawienia cnót (najczęściej jako postaci kobiecych) przedstawieniami dynamicznymi, w których cnoty walczą lub tryumfują nad wadami, np. jako cnoty dzierżące tarcze i następujące nogą na głowę wad. Krąg takich rzeźb zdobiących archiwolty można znaleźć w kościołach południowo-zachodniej Francji.

## Nowożytność
W nowożytności topos uległ sekularyzacji i pojawia się również w utworach niereligijnych. Można go odnaleźć m.in. w następujących utworach:
- 144 sonet Williama Shakespeare’a[5],
- wiersz Two Voices Alfreda Tennysona[5],